# Yūji Kishioku
Yūji Kishioku (岸奥 裕二?, Kishioku Yūji; Muroran, 2 aprile 1954) è un ex calciatore giapponese, di ruolo difensore.

## Carriera

### Club
Formatosi nel liceo Otani di Muroran, in seguito all'assunzione alla Nippon Steel nel 1973 si iscrisse alla squadra calcistica aziendale, disputando 121 incontri in Japan Soccer League fino al 1981, anno del ritiro dal calcio giocato.

### Nazionale
Fra il 1979 e il 1980 fu convocato in Nazionale, totalizzando 10 presenze (di cui cinque negli incontri valevoli per le qualificazioni alle Olimpiadi di Mosca) e 2 reti.

## Statistiche

### Presenze e reti nei club
| Stagione | Squadra      | Campionato | Campionato | Campionato |
| Stagione | Squadra      | Comp       | Pres       | Reti       |
| -------- | ------------ | ---------- | ---------- | ---------- |
| 1973     | Nippon Steel | JSL1       | ?          | ?          |
| 1974     | Nippon Steel | JSL1       | ?          | ?          |
| 1975     | Nippon Steel | JSL1       | ?          | ?          |
| 1976     | Nippon Steel | JSL1       | ?          | ?          |
| 1977     | Nippon Steel | JSL1       | ?          | ?          |
| 1978     | Nippon Steel | JSL1       | ?          | ?          |
| 1979     | Nippon Steel | JSL1       | ?          | ?          |
| 1980     | Nippon Steel | JSL1       | ?          | ?          |
| 1981     | Nippon Steel | JSL1       | ?          | ?          |
|          | Totale       |            | 121        | 1          |